# Aage Høy-Petersen
Aage Høy-Petersen (Ordrup, 4 novembre 1898 – Gentofte, 29 dicembre 1967) è stato un velista danese.
Specializzato nello stile libero, ha partecipato ai Giochi di Parigi 1924 e di Amsterdam 1928. Nell'edizione olandese, gareggiando nella specialità 6 metri, ha vinto la medaglia d'argento.

## Palmarès

### Giochi olimpici
- 1 medaglia:
  - 1 argento (6 metri a Amsterdam 1928)